# Mimetus variegatus
Mimetus variegatus là một loài nhện trong họ Mimetidae.
Loài này thuộc chi Mimetus. Mimetus variegatus được Arthur M. Chickering miêu tả năm 1956.